# Eguchipsammia gaditana
Eguchipsammia gaditana är en korallart som först beskrevs av Duncan 1873.  Eguchipsammia gaditana ingår i släktet Eguchipsammia och familjen Dendrophylliidae. Inga underarter finns listade i Catalogue of Life.